# Son Verí
Son Verí és una antiga possessió situada a la marina del terme de Llucmajor, Mallorca, prop de s'Arenal. Els seus terrenys són drenats pel Torrent de Son Verí.
El 1476 era denominada alqueria d'en Verí. El 1505 pertanyia al senyor Joan Verí, de la família del qual prengué el nom. Era tenguda part en alou reial i paret en alou propi. Confrontava amb l'alqueria del Jueu (actualment Son Dalabau), el terme de Palma, la vorera de la mar, Son Granada i Son Noguera. Tenia cases, amb molí de sang. Hi havia un esclau negre. Era dedicada al conreu de cereals. Tenia bous, ovelles i cabres. A mitjan segle xvii, era dividida en Son Verí d'Amunt i Son Verí de Baix.
El 1668 Son Verí d'Amunt —dita després Son Verí de Dalt o Son Verí de cas Frares— era del notari Perot Vicenç, de Llucmajor. El 1770 era dedicada al conreu de cereals, amb extenses zones de rotes, i a la ramaderia ovina i cabrum. El 1793 hi havia oratori a les cases.
El 1724, Son Verí de Baix —també denominada després Son Verí d'Avall— era del senyor Perot Vicenç, de Palma. La possessió confrontava amb les possessions de Son Granada i Son Verí d'Amunt i amb la vorera de la mar. Tenia cases i era dedicada al conreu de cereals i a la ramaderia ovina. Des de la dècada de 1970-80, els terrenys de la costa, de s'Arenal a Cala Blava foren progressivament urbanitzats, construint-se les urbanitzacions de Son Verí Vell, que actualment es consideren un barri de s'Arenal i de Son Verí Nou.